# Dorfkirche Bertikow

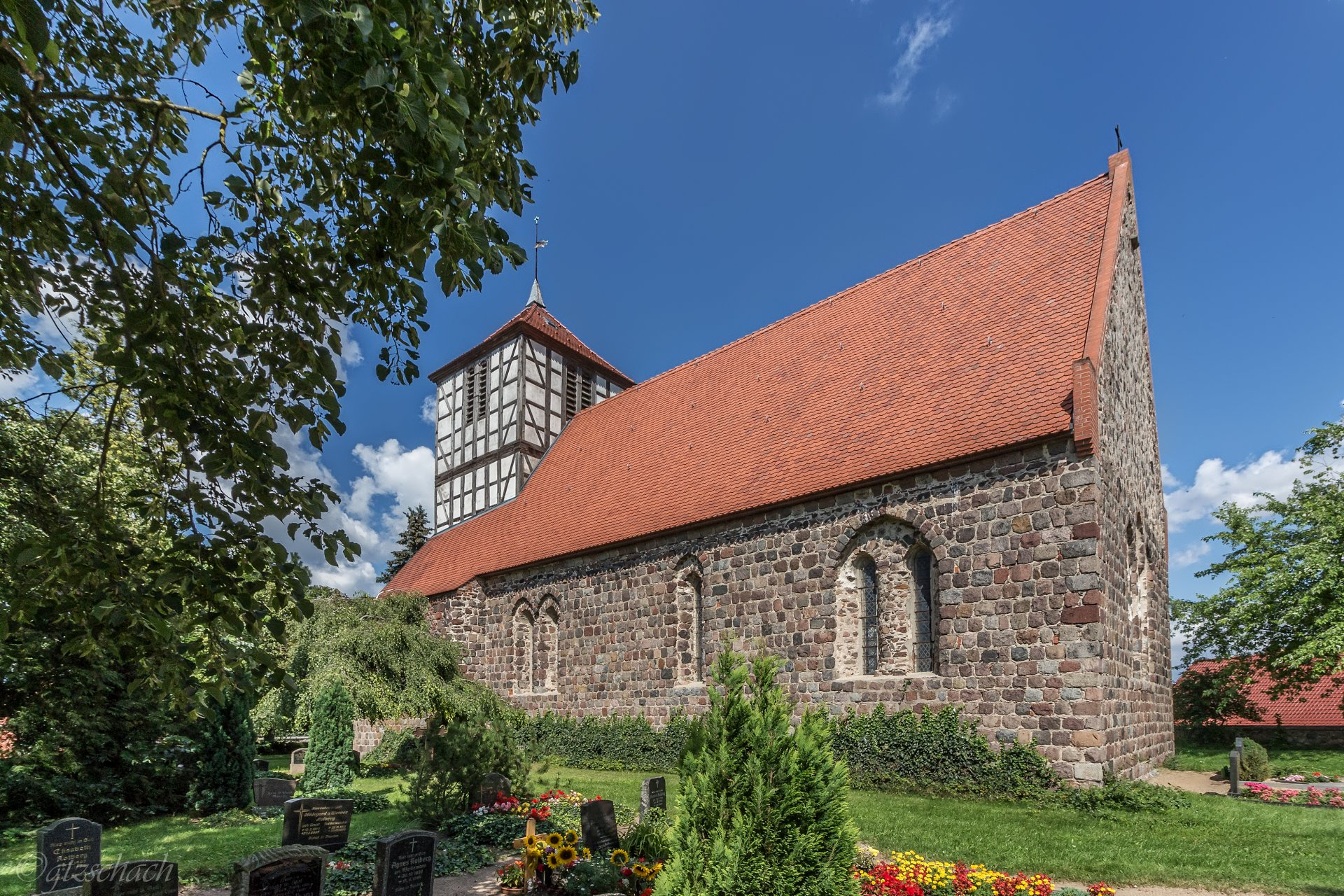
Dorfkirche Bertikow

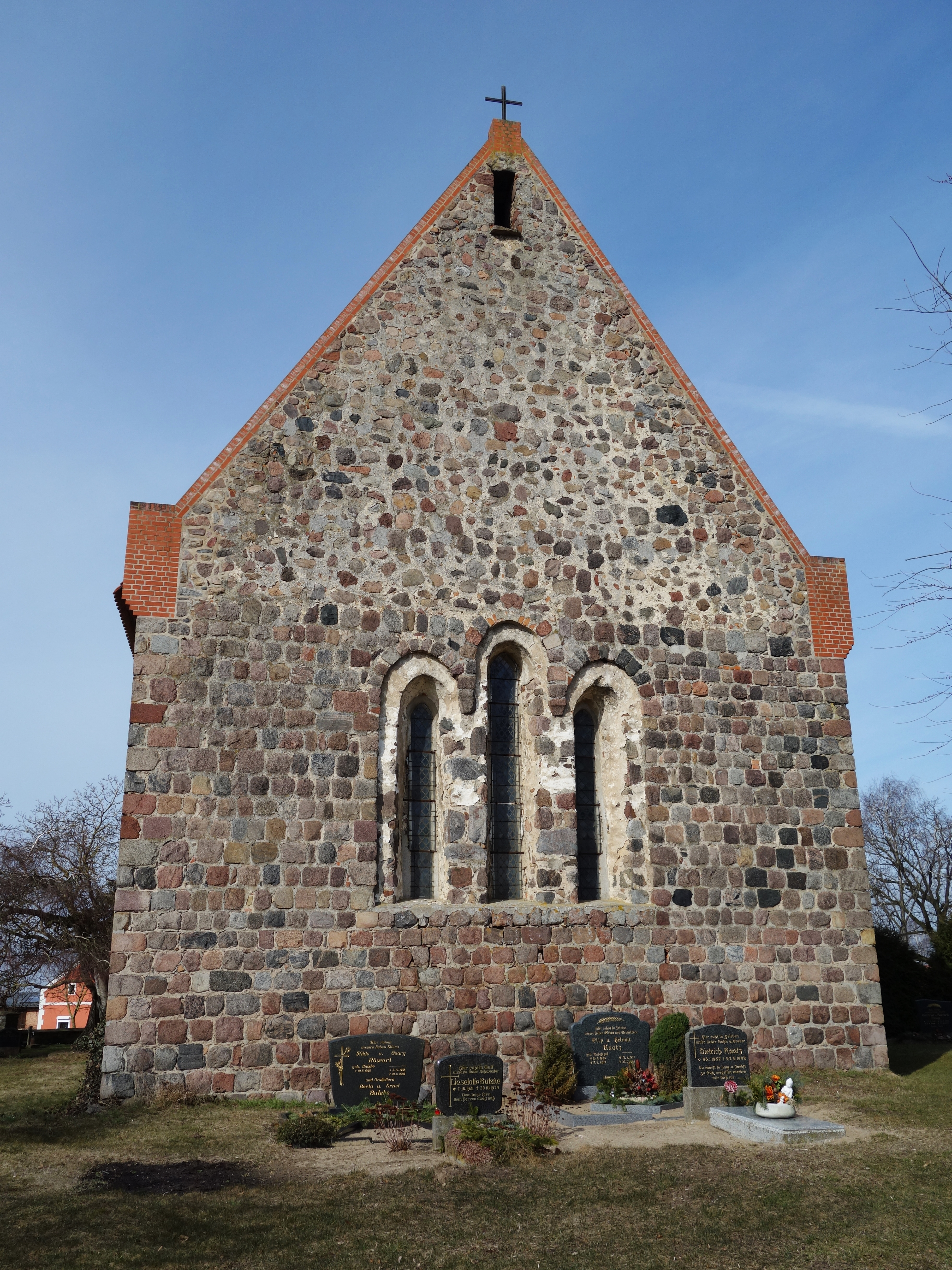
Ostansicht

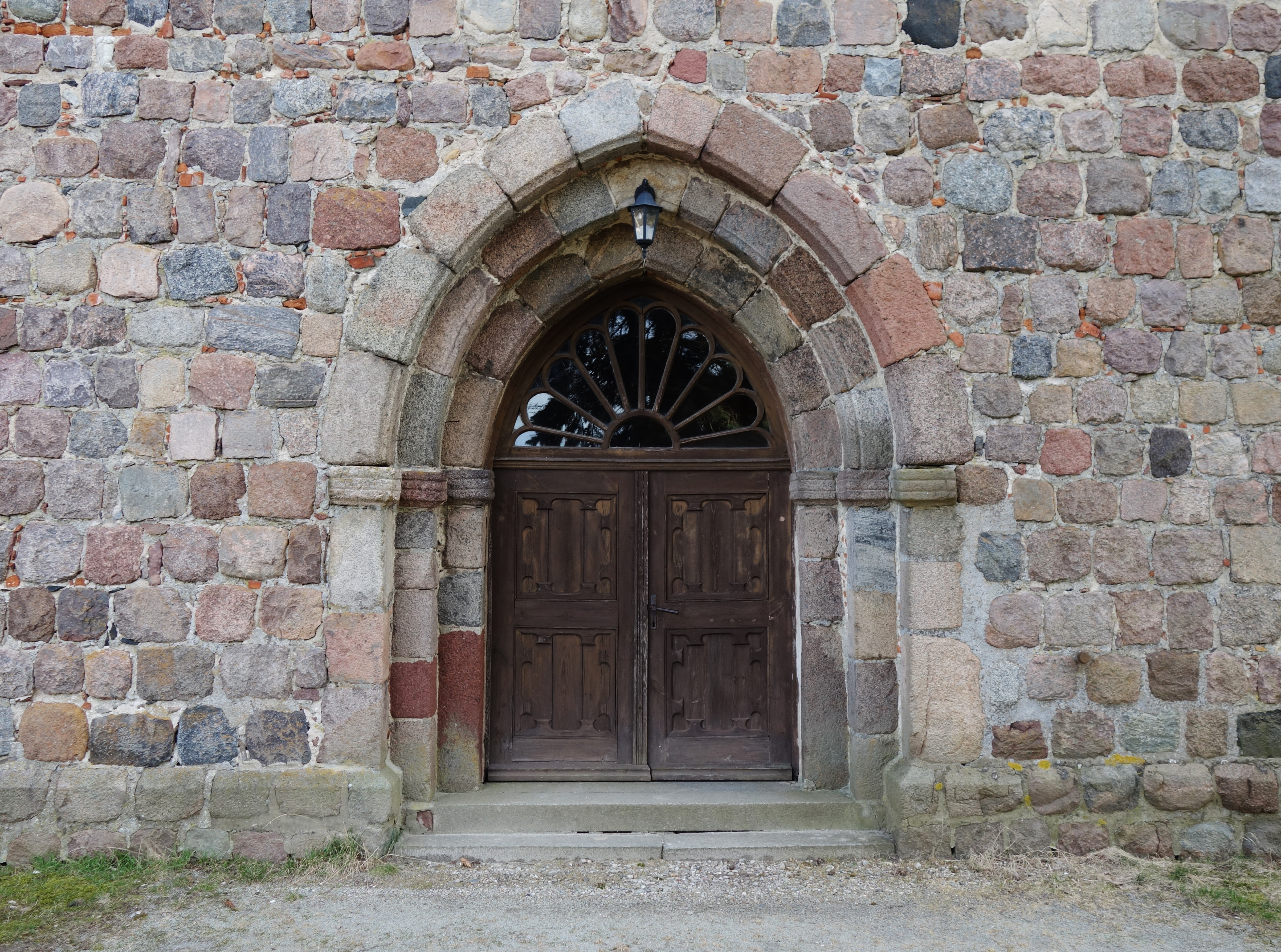
Westportal

Die evangelische Dorfkirche Bertikow ist eine frühgotische Saalkirche im Ortsteil Bertikow von Uckerfelde im Landkreis Uckermark in Brandenburg. Sie gehört zum Pfarrsprengel Prenzlau im Kirchenkreis Uckermark der Evangelischen Kirche Berlin-Brandenburg-schlesische Oberlausitz.

## Geschichte und Architektur
Die anspruchsvolle Saalkirche aus Feldsteinmauerwerk mit breiterem Westturm aus der zweiten Hälfte des 13. Jahrhunderts liegt weithin sichtbar auf dem mit Mauer umgebenen Friedhof am südöstlichen Ende des Dorfangers. Der quadratische Fachwerkaufsatz des Turms stammt von 1837. Eine Restaurierung erfolgte in den Jahren 1988–1993.
Das sorgfältig ausgeführte Bauwerk steht auf einem geschrägten Sockel und ist mit einem gekehlten Traufgesims versehen; das Westportal mit einem profilierten Kämpfer, die drei Gewändestufen abwechselnd mit Kehle und zugespitztem Rundstab; ein Nordportal ist vermauert. Die Lanzettfenster der Längswände sind unter breiten Spitzbogenblenden zu Zweiergruppen zusammengefasst, in der Mitte befindet sich jeweils ein Einzelfenster in einer Blende; die Fenster der gestaffelten Dreifenstergruppe in der Ostwand sind ebenfalls mit einer solchen Blende eingefasst, der mittlere Bogen ruht auf Konsolen (wie auch bei den Kirchen in Brüssow und Jagow). Innen ist der Turmraum durch zwei hohe Spitzbogenöffnungen mit dem Schiff verbunden; in der Mauerstärke der Südwand ist eine Treppe eingebaut. Das Schiff ist mit einer kassettierten Holzdecke abgeschlossen; der Ostteil ist durch eine große Spitzbogenblende für das Südfenster ausgezeichnet. Die Fenstergewände und die Mittelstütze sind innen wie außen gerundet und mit Kämpferplatte versehen.

## Ausstattung
Ein künstlerisch wertvoller Schnitzaltar aus der Zeit um 1500 stammt möglicherweise aus dem Dominikanerkloster Prenzlau und wird einer bedeutenden Stettiner Werkstatt zugeschrieben; das Kunstwerk ist durch eine klassizistische Graufassung verändert. Im Schrein ist eine Mondsichelmadonna zwischen dem heiligen Martin und einem heiligen Bischof dargestellt, in den Flügeln sind die Apostel, als Bekrönung ist eine Kreuzigungsgruppe angeordnet. Die Malereien der Flügelrückseiten sind bis auf Reste von Geißelung und Kreuzigung zerstört und stammen aus der Zeit um 1520. Sie wurden nach Vorlagen von Albrecht Dürer ähnlich wie die Malereien in Güstow gestaltet und 2011 in Teilen konserviert. In der Predella sind sieben Schnitzfiguren von Heiligen aus der Zeit um 1520 zu sehen, die ursprünglich nicht zu diesem Altar gehörten, davon stammen die Darstellungen der Heiligen Jakobus des Älteren und Maria Magdalena aus einer vermutlich sächsisch beeinflussten Werkstatt. Die hölzerne Kanzel aus dem ersten Viertel des 17. Jahrhunderts ist mit Beschlagwerk und Knorpelwerk verziert, die diamantierten Nischen zwischen den Ecksäulchen des Korbs sind leer. Eine Restaurierung des Altars und der Figuren der Kanzel wurde durch die Deutsche Stiftung Denkmalschutz nach 2011 gefördert. Die Taufe ist aus Tonguss gefertigt, die Westempore und der neugotische Orgelprospekt stammen aus der zweiten Hälfte des 19. Jahrhunderts.
Die Orgel ist ein Werk der Gebrüder Dinse aus dem Jahr 1885.
Ein silbervergoldeter Kelch mit Patene wurde 1665 geschaffen. Eine silberne Oblatendose ist aus dem 18. Jahrhundert erhalten. Eine Deckelkanne aus Zinn stammt von 1843, die Leuchter aus Zinn aus der ersten Hälfte des 18. Jahrhunderts. Eine Glocke wurde vermutlich im 15. Jahrhundert gegossen.